# 拉道河
51°57′28.3″N 10°34′20.6″E / 51.957861°N 10.572389°E

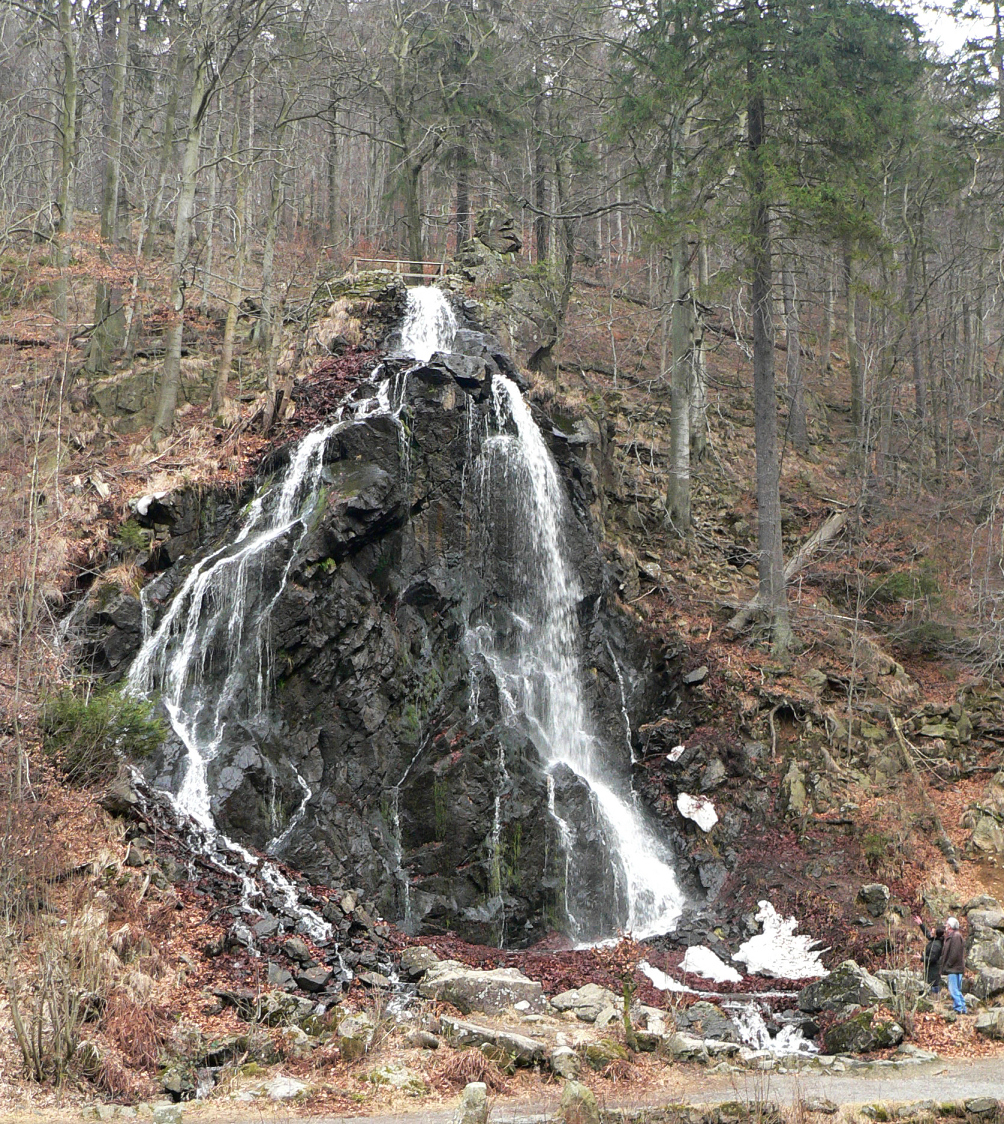
拉道河

拉道河（德語：Radau），是德國的河流，位於該國西北部，由下薩克森州負責管轄，屬於奧克河的右支流，河道全長21公里，流域面積59平方公里，河口處在菲嫩堡東北面。